# Antiworteldoek
Antiworteldoek, ook wel worteldoek of gronddoek genoemd, is een weefsel van kunststof of een non-woven doek dat in de tuinaanleg wordt gebruikt om wortelgroei te belemmeren. Het doek is niet volledig gesloten, zodat neerslag als regen naar de ondergrond kan weglopen. Antiworteldoek is in verschillende zwaarten verkrijgbaar, hoe zwaarder het doek, hoe beter de wortelwering en de drukverdeling is.  Het doek kan op verschillende manieren worden toegepast, bijvoorbeeld met een laag (sier)grind erop: op deze manier zakt het grind niet in de ondergrond en wordt het onkruid tegengehouden. Het is ook mogelijk gaten in het gronddoek te maken waar de gewenste planten dienen te komen, zo wordt het wieden van ongewenste planten tot een minimum beperkt. Verder kan het ook wel onder (sier)bestrating worden toegepast.